# Списък на летищата в Латвия
Това е списък на летищата в Латвия, сортиран по местоположение.
Латвия (на латвийски: Latvija), официално име Република Латвия (Latvijas Republika), е държава в района на Балтийско море в северната част на Европа. Тя граничи на север с Естония, на юг с Литва, на изток с Руската федерация, и на югоизток с Беларус. Столица е град Рига. Местно часово време GMT+2 (GMT+3).
Международното летище „Рига“ е единственото голямо летище в Латвия, превозващо около 5 милиона пътници годишно. То е най-голямото летище в балтийските страни и има директни полети до над 80 дестинации в над 30 държави, включително и целогодишни директени трансатлантически полети до Ню Йорк, изпълнявани от Uzbekistan Airways със самолет Boeing 767-300er. Той е и хъб на авиокомпанията airBaltic.
В последните години компанията airBaltic развива международно летище Лиепая и международно летище Вентспилс, но директните полети до и от тези летища са прекратени.
Има планове за по-нататъшно развитие в редица регионални летища, включително Йурмала, Лиепая Велстспилс, както и международното летище Даугавпилсский.

## Летища
Имената в болд' обозначават летища с редовни пътнически линии с търговски авиокомпании.
| Обслужващ град/ местоположение | ICAO                            | IATA | Име на летището                                         |
| ------------------------------ | ------------------------------- | ---- | ------------------------------------------------------- |
| Гражданско летище              |                                 |      |                                                         |
| Адажи                          | EVAD                            |      | Летателна площадка Адажи                                |
| Даугавпилс                     | EVDA                            | DGP  | Международно летище Даугавпилс (В процес на изграждане) |
| Лиепая                         | EVLA                            | LPX  | Международно летище Лиепая                              |
| Рига                           | EVRA                            | RIX  | Международно летище Рига                                |
| Рига                           | EVRS                            |      | Летище Спилве                                           |
| Тукумс                         | EVJA                            |      | Летище Юрмала                                           |
| Вентспилс                      | EVVA                            | VNT  | Международно летище Вентспилс                           |
| Военни летища                  |                                 |      |                                                         |
| Йелгава                        | EVEA                            |      | Авиобаза Йелгава(нефукциониращо)                        |
| Йекабпилс                      | EVKA                            |      | Авиобаза Йекабпилс(нефукциониращо)                      |
| Лиелварде                      | EVGA                            |      | Авиобаза Лиелварде                                      |
| Рига                           | EVRC                            |      | Авиобаза Румбала (нефукциониращо)                       |
| Ваиноде                        | EVFA                            |      | Авиобаза Ваиноде (нефукциониращо)                       |
| Валмиера                       | Авиобаза Лиепас(нефукциониращо) |      |                                                         |
| Малки летища (хеликоптери)     |                                 |      |                                                         |
| Лиелварде                      | EVSM                            |      | Хеликоптерна площадка M-Sola                            |
| Цесис                          | EVCA                            |      | Видземе авиоклуб                                        |
| Дегумнеики                     |                                 |      | Летище Дегумеиуки                                       |